# 城町 (名古屋市)
城町（しろまち）は、愛知県名古屋市西区の地名。丁番を持たない単独町名である。住居表示未実施。

## 地理
名古屋市西区北西部に位置する。東は平出町、西は城西町、南は平中町、北は北名古屋市に接する。

## 歴史

### 町名の由来
平田城が所在したことによる。

### 沿革
- 1972年（昭和47年）11月21日 - 西区山田町大字平田の一部により、同区城町として成立[1]。

## 世帯数と人口
2019年（平成31年）2月1日現在の世帯数と人口は以下の通りである。
| 町丁 | 世帯数  | 人口    |
| ---- | ------- | ------- |
| 城町 | 495世帯 | 1,156人 |

## 学区
市立小・中学校に通う場合、学校等は以下の通りとなる。また、公立高等学校に通う場合の学区は以下の通りとなる。
| 番・番地等 | 小学校               | 中学校               | 高等学校 |
| ---------- | -------------------- | -------------------- | -------- |
| 全域       | 名古屋市立平田小学校 | 名古屋市立平田中学校 | 尾張学区 |

## 施設
- 十所社[7]
- 曹洞宗寿宝院[7]

## 史跡
- 平田城址[7]

## その他

### 日本郵便
- 郵便番号 : 452-0842[4]（集配局：名古屋西郵便局[11]）。